# Königliche Hoheit

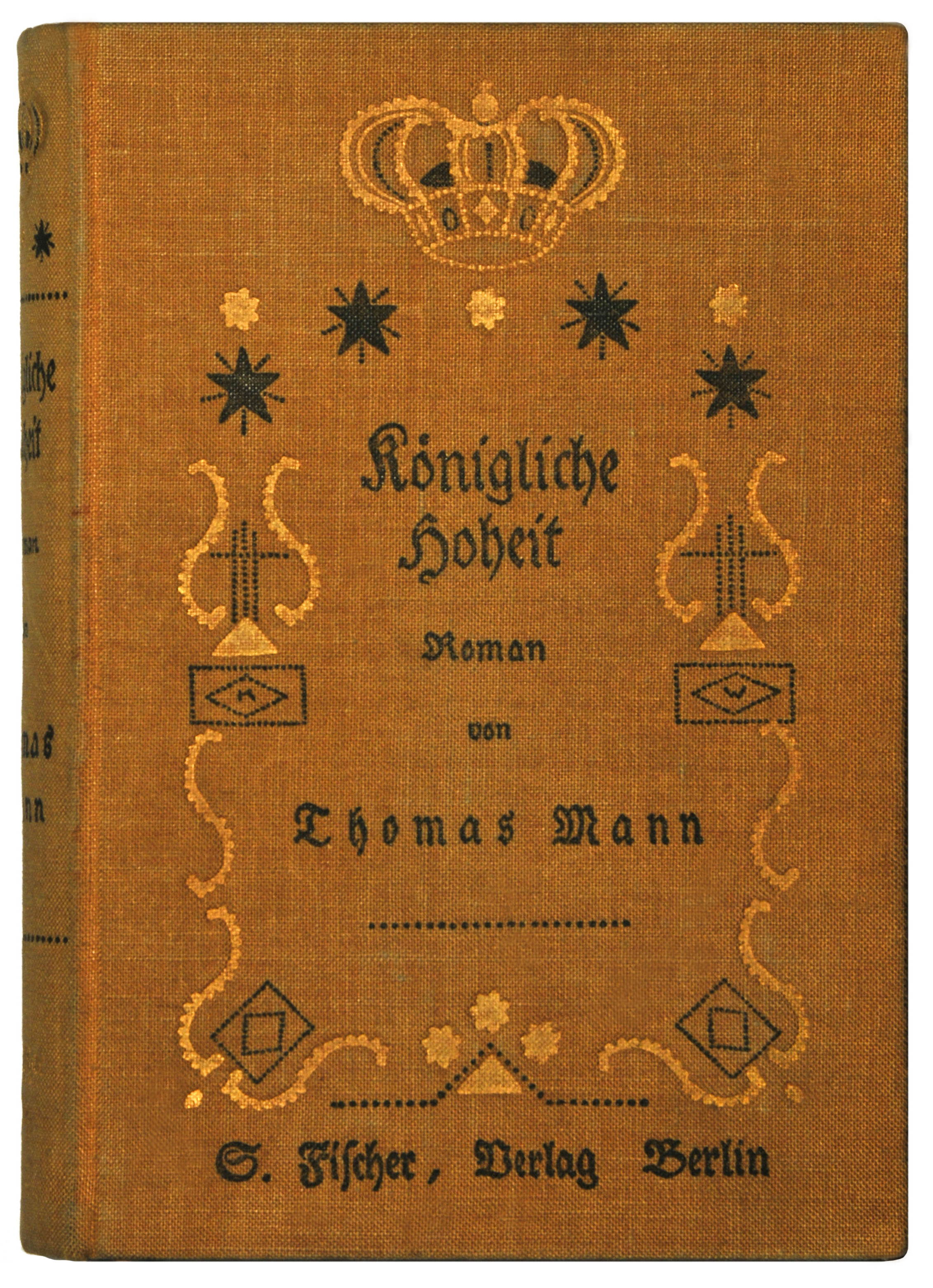
Verlagseinband der Erstausgabe 1909

Königliche Hoheit ist der Titel eines 1909 veröffentlichten Gesellschafts- und Entwicklungsromans von Thomas Mann. Erzählt wird die Sozialisation Prinz Klaus Heinrichs in einem fiktiven Großherzogtum und, mit autobiographischen Bezügen, seine Liebe zur nicht standesgemäßen Milliardärstochter Imma Spoelmann. Mit ihrer Hochzeit verbinden sich privates Glück und Staatsraison.

## Inhalt

### Das Land (Kap. 3)
Der Roman spielt um die Wende zum 20. Jahrhundert in einem fiktiven deutschen Großherzogtum. Durch hohe Ausgaben für die Hofhaltung, die aufwändige Renovierung des Stammsitzes der Herrscherfamilie „Grimmburg“ auf Kosten der schadhaften Residenz und der Landschlösser, die schlechte Verwaltung der Güter und die mangelnde forstwirtschaftlichen Pflege der Waldungen ist das Fürstentum hoch verschuldet und die Einnahmen aus den wichtigsten Wirtschaftszweigen, der Land- und Forstwirtschaft, reichen bei weitem nicht aus, die Defizite auszugleichen. Für Innovationen fehlt das Geld: die Eisenbahn und die Silbergruben sind unrentabel, der Kurbetrieb wenig einträglich und die Universitäten nur provinziell. Da die Minister sich nicht getrauten, dem Großherzog Johann Albrecht III. die wahre Situation zu offenbaren und die Verschleppung alter Gewohnheiten und die Reform der überzähligen Staatsämter zu thematisieren, werden die Finanzen durch Vermischung planmäßiger und außerplanmäßiger Ausgaben und die Auflösung alter Kredite durch teurere neue verschleiert. So lebt der Fürstenhof in der irrealen Welt seiner Schlösser, Theater und Parkanlagen. Sinnbild für diesen Zustand ist ein Rosenstock im Hof des „Alten Schlosses“, dessen schöne Blüten nach Moder riechen.

### Amniotische Hemmung (Kap. 2)
Der einzige Sohn des Großherzogs, Prinz Albrecht, ist kränklich und überwintert regelmäßig im warmen Südeuropa. Man erwartet nicht, dass er ein höheres Alter erreichen wird. Deshalb ist die Freude groß, als sechs Jahre nach Albrecht Prinz Klaus Heinrich geboren wird, leider mit einem verkürzten linken Arm und einer verkümmerten Hand, die der neben dem Leibarzt bei der Geburt anwesende Arzt Dr. Sammet als amniotische Hemmung erklärt. Ein Berater versucht den aufgebrachten Vater zu beruhigen, indem er an eine alte Zigeunerweissagung erinnert, nach der einst ein Prinz dem Land mit einer Hand mehr geben werde als andere mit zweien. Aber die Fürstenfamilie betrachtet die Deformation als Makel und Klaus Heinrich wird von klein auf dazu angehalten, die Deformation zu verstecken, soll doch „der Anblick des Fürsten […] seinem Volk andere Empfindungen erwecken als Mitleid.“

### Kindheit (Kap. 4)
Der kleine Klaus Heinrich wird mit der zwei Jahre jüngeren Schwester, Prinzessin Ditlinde, standesgemäß zunächst von einer Hauslehrerin erzogen, einer „Madame aus der Schweiz“, deren schwerste und wirksamste Strafe darin besteht, ihre Schützlinge „traurig“ anzusehen. „Du Reiner, Du Feiner“, liest der Prinz in allen Mienen und durchlebt seine Kindheit überbehütet und realitätsfern. Seine und Ditlindes Lieblingsbeschäftigung ist das „Stöbern“ in unbekannten Bereichen des Alten Schlosses, in dem sie aufwachsen. Dabei begegnen sie einmal einem verirrten Lieferanten, dem Schuster Hinnerke, der ihnen die Augen dafür öffnet, dass sie in einer Scheinwelt leben, und auf die Korruption und Bosheit hinter der scheinbaren Freundlichkeit der Lakaien hinweist.

### Ausbildung (Kap. 5)
In der nächsten Erziehungsphase wird Klaus Heinrich in einem auf dem ländlichen Schloss „Fasanerie“ für ihn eingerichteten Internat gemeinsam mit fünf ausgewählten Mitschülern unterrichtet. Die Lehrer behandeln ihn mit größter Schonung. So ruft Professor „Kürtchen“ ihn nur auf, wenn er durch die Art des Meldens zeigt, dass er die Antwort kennt. Zu den Mitschülern kann der Prinz wegen seiner besonderen Abkunft kein wirklich kameradschaftliches Verhältnis aufbauen.
Eine fast freundschaftliche Beziehung verbindet ihn dagegen mit dem jungen Hilfslehrer Dr. Raoul Überbein, einem nur mit dem Arzt Dr. Sammet befreundeten Sonderling. Außerordentlich hässlich, nach eigenen Worten ein „Malheur von Geburt“, ist er als uneheliches Kind unter ärmlichen Lebensumständen in einer Pflegefamilie aufgewachsen, hat dann aber unbändigen Ehrgeiz entwickelt, studierte und brachte es zum Gymnasiallehrer. Bei jeder Gelegenheit hält er den Schülern vor, anders als sie habe er sich bereits in einem Zigeunerleben „den Wind um die Nase wehen lassen“. Klaus Heinrich behandelt er nicht mit der devoten Rücksichtnahme der anderen Lehrer und gewinnt dadurch sein Herz. Überbein vertritt ein elitäres Menschenbild: Neben dem Genie als „sehr bestimmbares Einzelwesen“ hebe sich auch der Fürst vom Volk ab, denn er sei für das Volk „ein Inbegriff, eine Art Ideal. Ein Gefäß. Eine sinnbildliche Existenz.“ Deshalb gebe es für den Prinzen als „Form“ keine „Unmittelbarkeiten“ mit den anderen Menschen (Kap. 5). Überbeins Erziehung zielt auf Klaus Heinrichs spätere Repräsentationsaufgaben und die damit verbundene Distanz dem Volk gegenüber hin.
Als der 17-jährige Prinz, wie es üblich ist, für das letzte Schuljahr zusammen mit seinen Lehrern in die Prima des öffentlichen Gymnasiums der Hauptstadt wechselt, verlangt er, dass Überbein bis zum Ende seiner Universitätszeit sein Mentor bleibt. In diese Zeit fällt ein peinliches Erlebnis: Klaus Heinrich hat auf dem alljährlich stattfindenden Bürgerball mit Begeisterung getanzt und sich an der Gemeinschaft mit den jungen Leuten, die ihm oft versagt blieb, so erfreut, dass er das Wort „wir“ in jedem Satz gebraucht. Doch als Überbein, der den Prinzen einige Zeit aus den Augen gelassen hat, in den Ballsaal zurückkehrt, findet er Klaus Heinrich, einen Bowlendeckel auf dem Kopf, die spöttische Huldigungen der beschwipsten Jugend entgegennehmend, die die Situation offenbar ausnützt, um den Prinzen zu sich „herunter, herunter, herunter“ zu ziehen.
Klaus Heinrich legt planmäßig die Reifeprüfung ab und wird mit 18 Jahren in einem großen Staatszeremoniell in die Reihe der Thronfolger aufgenommen. Er tritt formal als Leutnant in das großherzogliche Gardefüsilierregiment ein. Das „Vorspiel“ zum Roman präsentiert ihn in einer Straßenszene: „Gekannt und doch fremd bewegt er sich unter den Leuten, geht im Gemenge und gleichsam doch von einer Leere umgeben, geht einsam dahin und trägt auf seinen schmalen Schultern die Last der Hoheit.“ Später absolviert er noch einmal für ein halbes Jahr leichten Militärdienst und wird zum Major befördert, ohne freilich jemals am Alltag des Soldatenlebens teilgenommen zu haben. Dazwischen besucht er ein Jahr lang die Universität, hört einige Vorlesungen und wird Mitglied einer Studentenverbindung, deren harte Sauf- und Paukbräuche für ihn auf ein „sinniges Ungefähr“ abgemildert werden. Auch hier wirkt er wie bei den vorausgegangenen Bildungsgängen als freundlicher, interessierter Gast und seine hohe Herkunft sorgt, trotz der Du-Form der Anrede, für Distanz. Darauf folgt für den inzwischen 20-Jährigen, begleitet von einem militärischen Reisemarschall, die obligatorische Bildungsreise durch einige europäische Länder, die neben dem Kulturprogramm und den Besuchen der Fürstenhöfe auch dem Zweck dient, ihn von einer Dame der Theaterwelt diskret in die Geheimnisse des Geschlechtslebens einweihen zu lassen.

### Der hohe Beruf (Kap. 6–7)
Nach dem Tod des Großherzogs Johann Albrecht III. verändert sich die Familiensituation. Die bereits vor dem Tod ihres Mannes früh gealterte Großherzogin Dorothea zieht sich auf ein Landschlösschen zurück. Ditlinde heiratet als 20-Jährige ein Jahr nach dem Tod des Vaters den geschäftstüchtigen, aber nicht standesgemäßen Prinzen Philipp zu Ried-Hohenried und entscheidet sich damit für ein großbürgerliches Leben im Wohlstand. Die Krone geht zwar auf den ältesten Sohn über und dieser führt formal als Albrecht II. die Regierung, doch er überträgt die Repräsentationspflichten seinem Bruder und dieser darf ebenfalls mit „Königliche Hoheit“ angesprochen werden. Doch dies geschieht nicht nur wegen der schwachen Konstitution des scheuen und introvertierten Albrecht. Er sieht für sich keinen Sinn im Hofzeremoniell, lehnt das öffentliche Schauspiel seiner Auftritte ab und bezeichnet diese Art von Popularität als eine Schweinerei. Weder kann er sich im Volk erkennen noch fühlt sich das Volk in ihm repräsentiert. Klaus Heinrich versteht die Bedenken seines Bruders, aber er erkennt im Fürstenamt ein Bedürfnis des Volkes nach Beachtung von höchster Stelle, wenn die Grüße der Passanten vom vorbeifahrenden Großherzog freundlich erwidert werden. So tritt der beim Volk beliebte Heinrich bereits als 21-jähriger Prinz in den Mittelpunkt der Öffentlichkeit und kommt recht gern seinem „hohen Beruf“ nach. Ob er den Grundstein für ein Rathaus legt oder eine Veteranenparade beim Landeskriegerfest abschreitet, ob er Preise bei den Fünfhausener Fischertagen verleiht oder eine Ackerbauausstellung eröffnet, wohin er kommt, ist „Feier- und Ehrentag, da verherrlicht[-] das Volk sich selbst im Feste, da verklärt[-] sich das graue Leben und w[i]rd Poesie. […] Aber nicht nur er, Klaus Heinrich, [sieht] die Welt in diesem Lichte, sondern sie selbst [sieht] sich so, für die Dauer seiner Anwesenheit. Eine seltsame Unechtheit und Scheinbarkeit herrscht[-] auf den Stätten seiner Berufsausübung, […] eine falsche und herzerhebende Verkleidung der Wirklichkeit aus Pappe und vergoldetem Holz […] hingezaubert für eine schöne Stunde, und er selbst [steht] im Mittelpunkt des Schaugepränges“ (7. Kap.). Die notwendigste Fachkunde eignet er sich vor solchen Anlässen an, Ergänzungen lässt er sich vor Ort hastig von seinen Mitarbeitern soufflieren, Klagen von Untertanen nimmt er „ernst“ entgegen, ohne sich freilich in der Sache zu engagieren. Selbst die dem Volk großzügig gewährten „Freiaudienzen“ geraten ob ihrer formellen Steifheit und der fachlichen Inkompetenz des Prinzen zur Farce.

### Spoelmanns (Kap. 8)
Eines Tages sagt sich der amerikanische Stahlmagnat und Milliardär Samuel N. Spoelmann zur Kur in der Residenzstadt an, um dort mit dem Wasser der Ditlindenquelle ein Nierenleiden zu kurieren. Wie man in der Gesellschaft munkelt, ist er ein wahrer „Leviathan“, ein „Vogel Roch“. Ein Jahr darauf übersiedelt er mit seiner 19-jährigen Tochter Imma, deren Gesellschaftsdame, der „wahnsinnigen“ Gräfin Löwenjoul, dem Leibarzt Dr. Watercloose, dem hysterischen Collie Perceval und weiterem Personal endgültig in das Großherzogtum, erwirbt zu einem stattlichen Preis das vernachlässigte Schloss „Delphinenort“ und lässt es herrichten.
Bald werden die Spoelmanns neben der großherzoglichen Familie zum Mittelpunkt der öffentlichen Aufmerksamkeit. Zwar ist Spoelmann von unscheinbarer Gestalt, legt in seinem „missfarbenen Paletot“ wenig Wert auf Äußerlichkeiten und tut als eher misanthropischer Kunstsammler und Orgelspieler wenig dafür, sich populär zu machen. Doch ist er einer der größten Steuerzahler des Landes, gestattet dem Volk weiterhin freien Zugang in seinen Schlosspark, lässt sich beim Teetrinken auf der Terrasse beobachten und spendet bei entsprechenden Anlässen genau die gleiche Summe wie das Fürstenhaus. Dementsprechend zieht er auch Bettler, Schnorrer und Plänemacher aller Art an.
Seine emanzipierte Tochter Imma erregt Aufmerksamkeit durch ihr Algebra-Studium an der Universität, insbesondere durch ihr resolutes Auftreten gegenüber einem Wachbataillon, das sie auf ihrem Weg durch die Stadt behindert. Die Gräfin Löwenjoul schließlich fällt durch wirre Reden von „liederlichen Weibern“ auf, von „zuchtlosen Feldwebelsgattinnen, die sich nachts in ihr Zimmer schlichen und ihr die Brust zerkratzten“. Auch möchte sie zeitweise gern „Frau Meyer“ genannt werden. Imma erklärt später ihr Verhalten durch Erlebnisse in ihrer Ehe mit einem untreuen und gewalttätigen Grafen, der ihr Vermögen verschleudert hat, plötzlich verschwunden ist und sie in Armut und Schulden zurückgelassen hat. Spoelmanns haben sie durch die Anstellung als Gesellschafterin aus dieser Not gerettet.

### Heinrich und Imma (Kap. 9 und 10)
Nachdem er Immas Auftritt gegenüber dem Wachbataillon mitangesehen hat, arrangiert Klaus Heinrich eine „zufällige“ Begegnung mit ihr bei einem Besuch des von Dr. Sammet geleiteten Dorotheen-Kinderspitals. Dabei erweckt Immas selbstbewusstes, mitunter spöttisches Auftreten sein lebhaftes Interesse. Später besucht er sie auf Schloss Delphinenort unter dem Vorwand, die erlesene Glas-Sammlung ihres Vaters sehen zu wollen. Zunächst tritt Imma Klaus Heinrich bisweilen schnippisch-überheblich entgegen, belehrt ihn über Fremdwörter wie „Parallaxe“, macht sich über seine Unkenntnis in vielen Wissensgebieten lustig oder wirft ihm seine „Scheinexistenz“ als Repräsentant des Fürstenhauses vor. Er wirke „erkältend“ auf sie, sagt sie mehrfach, da er keine wirkliche Funktion im Leben habe und an allem nur formal Anteil an den Menschen nehme. Sie ermahnt ihn zu mehr Mitgefühl, insbesondere zur Nachsicht gegenüber Gräfin Löwenjoul, deren wunderliches Betragen auf traumatische Erfahrungen zurückzuführen sei und für die sie eine ähnliche Sympathie hat wie für ihren oft verwirrten herumtobenden Hund. Auch, erklärt sie dem Prinzen, habe es ihr Vater nicht gern, auf die Gründe seiner Übersiedlung nach Europa angesprochen zu werden. Wegen seines indianischen Blutes aus der Familie seiner Mutter sei er in Amerika stets der Diskriminierung ausgesetzt gewesen und sie selbst habe Anteil an diesem Erbe.
Klaus Heinrich und Imma Spoelmann treffen sich in der nächsten Zeit oft auf Schloss Delphinenort und zu gemeinsamen Ausritten. Imma schätzt es, wilde Pferderennen zu improvisieren, bei denen sie auf ihrer Araberstute Fatme den Prinzen, der wegen seiner Beeinträchtigung ohnehin nicht allzu sicher im Sattel seines braunen Florian sitzt, jedes Mal besiegt. Während die Boulevardpresse die vermutete Romanze begeistert aufgreift, bringt Dr. Überbein unter Verweis auf Klaus Heinrichs Position sein Missfallen zum Ausdruck.
Ein störender Faktor der Beziehung ist Immas Kritik an der Form seiner öffentlichen Auftritte, und alle Versuche Klaus Heinrichs, sie davon zu überzeugen, dass er keineswegs kalt und oberflächlich und nur „for show“ am Leben und den Menschen interessiert sei, scheitern zunächst. Während er in ihr eine seelenverwandte einsame Partnerin entdeckt, von der er sich Unterstützung erhofft, ist sie sich unklar über seine Persönlichkeit. Sie kann hinter seiner „Haltung“ keinen individuellen Kern entdecken und hat kein Vertrauen in seine Werbung um ihre Freundschaft. Als er ihr an seinem 27. Geburtstag in einer symbolischen Szene die schönste Rose aus dem alten Schlosshof schenkt, ekelt sie sich vor dem Modergeruch und fürchtet, die Blume habe keine Seele. Klaus Heinrich dagegen erzählt ihr die alte Sage, dass eines Tages die Rosen des alten Stockes „auf lieblichste zu duften beginnen werden“.

### Liebe und Staatsraison (Kap. 9 und 10)
Eines Tages sucht Staatsminister Dr. Baron Knobelsdorff den Prinzen auf, erkundigt sich nach seiner von der der Öffentlichkeit und der Presse interessiert beobachteten Beziehung zu Fräulein Spoelmann und legt ihm anschließend die desaströse wirtschaftliche Lage im Land dar. Klaus Heinrich ist überrascht, zum ersten Mal mit Fakten konfrontiert und damit sozusagen ernst genommen zu werden. Er beschafft sich Werke über Nationalökonomie, schließt sich in seinen Zimmern ein und studiert auf eigene Faust Volkswirtschaftslehre. Bei seinem nächsten Besuch erklärt Klaus Heinrich Imma als Ursache für sein zeitweiliges Fernbleiben die schwierige ökonomischen und finanziellen Situation des Landes. Imma ist erfreut über seine plötzliche Motivation und Faszination, die sie bisher an ihm vermisst hat. Durch das gemeinsame Studium kommen sie sich näher und es gelingt Klaus Heinrich, Imma davon zu überzeugen, dass sie Vertrauen zu ihm haben kann. Eine Schlüsselszene ist der Moment, in dem Imma die verkümmerte Hand des Prinzen entdeckt und merkt, dass auch er mit Schwierigkeiten zu kämpfen hat, die ihr bisher verborgen blieben.
Nach seiner Unterredung mit dem Prinzen verfolgt Knobelsdorff seinen Plan, Liebe und Staatsraison miteinander zu verbinden und durch eine Heirat die zu erwartende hohe Mitgift der reichen Erbin für die Stützung des Fürstentums zu verwenden (Kap. 9). Von der Bevölkerung und dem Landtag ist gegen die nichtadelige Milliardärstochter kein Einwand zu erwarten. Den Großherzog und seine Familie kann er schließlich durch die Gefahr des Staatsbankrottes von der Akzeptanz des Standesunterschieds überzeugen, der schrittweise durch die Erhöhung der Braut verringert werden soll: von der Ernennung zur Gräfin über eine zunächst morganatische Ehe bis zum Status einer ebenbürtigen Prinzessin des Großherzoglichen Hauses mit dem Titel einer königlichen Hoheit nach der Geburt eines Kindes. V. a. die persönliche Begegnung mit Imma, die aus einem Teil ihres Vermögens karitative Stiftungen einrichtet, beseitigt das Vorurteil gegen „Leviathans Tochter“. Spoelmann zeigt sich an einer Heirat Immas in den Hochadel, dessen Zeremonien er ablehnt, wenig interessiert, er will aber dem Glück seiner Tochter und Erbin nicht im Wege stehen und gewährt nach der Bestätigung ihrer Gleichstellung mit dem alten Adel ein einer Schenkung gleichendes Darlehen von 350 Millionen Mark. Allein die Verbreitung dieser Nachricht lässt den Kurs der Staatspapiere steigen. Anleger fassen Vertrauen in den wirtschaftlichen Aufschwung und investieren in die Sanierung bisher unwirtschaftlicher Betriebe. Der Innovationsstau löst sich auf, der Kreislauf kommt wieder ins Laufen und es folgen ein starkes wirtschaftliches Wachstum, die Verbesserung des Lebensstandards der Bevölkerung und die Erholung der Finanzen.

### Hochzeit (Kap. 10)
Der Roman endet mit der Schilderung der nach allen Regeln der Etikette durchgeführten prunkvollen Hochzeit (Kap. 10). Klaus Heinrichs Stimmung in der Vorbereitungszeit wird nur durch den Selbstmord seines langjährigen Mentors Überbein getrübt, der sich wegen beruflicher Querelen erschießt. Er wies seinen Schüler immer auf die Pflichten des Menschen im Allgemeinen und des Prinzen im Besonderen hin, vernachlässigte aber das Zwischenmenschliche. Dadurch kam es zur Entfremdung, denn Klaus Heinrich entscheidet sich für eine Verbindung beider Bereiche und orientiert sich an Immas Lebensvorstellungen, deren Prophezeiung über das Ende seines Lehrers in Erfüllung gegangen sind. Ein weiteres Symbol für den Neustart ist der Versuch, den Rosenstock aus dem „von modrigen Mauern“ umgebenen Hof des Alten Schlosses in den Garten des von Spoelmann als weitere Mitgift modernisierten und neu hergerichteten Schlosses Eremitage zu verpflanzen. Dort soll der alte Stock „in Luft und Sonne […] zusehen, was für Rosen er fortan [treibt], - und den Volksmund Lügen strafen, wenn er verstockt und dünkelhaft genug dazu [ist].“ (Kap. 10).

## Interpretation

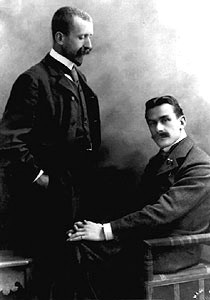
Heinrich und Thomas Mann
Fotografie Atelier Elvira, um 1902

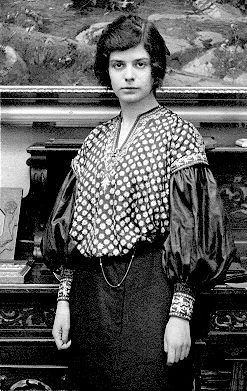
Verlobungsfoto von Katia Pringsheim (1905)

### Autobiografisches
Die Protagonisten des Romans zeigen deutliche Bezüge zu Thomas Mann und seiner Frau Katia, geborene Pringsheim. Die Namen der „königlichen Hoheit“ sind die von Thomas Manns ältestem Sohn Klaus und seinem Bruder Heinrich Mann. Letzterer kann als Vorbild für den Thronfolger Albrecht angesehen werden. Noch Jahrzehnte nach Erscheinen des Romans stellte Thomas Mann oft, wenn er über das Verhältnis zu seinem älteren Bruder reflektierte, eine Verbindung zu Königliche Hoheit her. Die Gunst des lesenden Publikums verteilte sich zeitweise ähnlich auf die beiden Brüder wie die des Volkes im Roman.
Imma ist nicht nur wie Katia Pringsheim wohlhabend. Bezeichnend erscheint auch die schnippische Überheblichkeit, mit der Imma Klaus Heinrich zunächst entgegentritt, wenn auch Katia Mann später beteuern sollte, sie sei in dieser Hinsicht überzeichnet worden. Als Vorbild für Immas energisches Auftreten gegenüber dem ihr den Weg verstellenden Wachbataillon diente ein Vorfall im Jahr 1904, bei dem Katia Mann sich in ähnlich resoluter Weise gegenüber Fahrkartenkontrolleuren in der Trambahn durchgesetzt hatte. Dem Algebra-Studium obliegen sowohl Katia als auch Imma. Den Pferdeausritten mit Imma entsprechen die gemeinsamen Fahrradfahrten in die Isarauen, auf denen Thomas Mann um seine Frau warb.
Spoelmann beargwöhnt mit seinem „Tigersinn“ den „jungen Menschen“ ebenso kritisch, wie dies die Pringsheims und insbesondere auch Katias Großmutter Hedwig Dohm mit Thomas Mann taten. Den Komplexen Spoelmanns wegen seines „indianischen“ Blutes entspricht die Stigmatisierung der Pringsheims als Juden, die dem damals noch nicht voll etablierten Künstler Thomas Mann den Zugang zu dem alteingesessenen und finanzkräftigen Haus erleichtert haben mag.
Nicht zuletzt wurde in Königliche Hoheit einem Vorgänger des bekannten Bauschan ein literarisches Denkmal gesetzt: Mit einem hysterischen Collie hatte auch die Familie Mann ihre liebe Not.

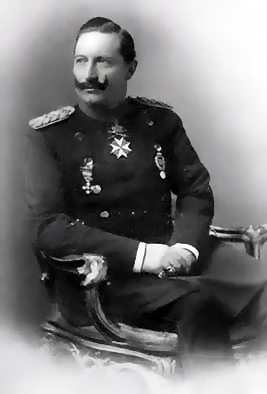
Wilhelm II. kaschierte seine verkümmerte linke Hand.

### Zeitgeschichtliches
Bei allem Märchenhaftem des Romans ist im Hintergrund doch stets das wilhelminische Deutschland präsent. So trägt der Kleinstaat Grimmburg recht deutlich Züge des Großherzogtums Mecklenburg-Schwerin. Das zwiespältige Verhältnis zwischen dem jungen Klaus Heinrich und seinen aus standesniedrigeren, zum Teil aber wohlhabenderen Familien stammenden Klassenkameraden spielt auf eine vergleichbare Situation zwischen den Großherzögen von Mecklenburg und den reichen Fürsten von Putbus auf Rügen an.
Das Motiv der verkrüppelten Hand Klaus Heinrichs war der damaligen Leserschaft Manns sehr vertraut, litt Kaiser Wilhelm II. doch an derselben Missbildung.
Viele Namen der Figuren verweisen auf die Geschichte Preußens, neben dem Fürstennamen die der Minister Knobelsdorff, Ranzau oder Bühl zu Bühl, aber auch Freifrau von der Schulenburg-Tressen oder Flügeladjutant Major von Platow.

### Märchenhaftes
Neben autobiographischen und zeitgeschichtlichen Bezügen enthält der Roman vielfach märchenhafte Elemente. Auf der „Grimmburg“, erbaut vom „Ahnherrn des Fürstengeschlechts“ „Markgraf Klaus Grimmbart“, kommt Prinz Klaus Heinrich zur Welt; „im Wandel von fünfzehn Generationen“ haben nur zwei Kinder „auf anderen Schlössern das Licht erblickt: mit beiden hat es ein unnatürliches und nichtswürdiges Ende genommen.“

#### Prophezeiungen
Prophezeiungen künden von einem Prinzen, der „mit einer Hand“ dem Land mehr geben werde als andere mit zweien, und von dem Rosenstock, der dann seinen Modergeruch verlieren werde. Diese Vorhersagen werden ironisch gebrochen: Frühzeitig weist etwa Minister Knobelsdorff auf die Instrumentalisierbarkeit der Hand-Weissagung hin. Der Prophezeiung über den Rosenstock wird ein wenig „nachgeholfen“, indem man ihn in eine günstigere Umgebung verpflanzt, sobald das Land tatsächlich gesundet.

#### Intertextualität
Mehrfach wird in Königliche Hoheit inhaltlich auf identifizierbare Volks- und Kunstmärchen angespielt: Etwa auf Andersens Schneekönigin, mit der seine Mutter, die kalte Großherzogin Dorothea, verglichen wird. Schneewittchen enthält das Spiegelmotiv, das im Leben der schönen Dorothea ebenfalls von Bedeutung ist. Auch Andersens Meerjungfrau, die viel später wieder eine Rolle im Doktor Faustus spielen wird, taucht auf. Und auch an den standhaften Zinnsoldaten, der sich bekanntlich durch einen Gussfehler von der Masse abhebt, darf bei dem „einhändigen“ Prinzen, der stets Haltung bewahrt, gedacht werden. Auf den morgenländischen Märchenkreis verweist schließlich nicht nur der legendäre Vogel Roch, mit dem der schwerreiche Spoelmann verglichen wird, sondern auch der Name von Immas Reitpferd, Fatme. Explizit wird diese Interpretation, wenn „Madame aus der Schweiz“ Klaus Heinrich und Ditlinde „französische Märchen“ vorliest, mit deren Prinzen und Prinzessinnen sich die Kinder realistischer identifizieren können als ihre Altersgenossen aus anderen Ständen.

#### Prinzenmotiv
Ausgesprochen märchenhaft ist das zentrale Motiv des „Prinzen“. Im Werk Thomas Manns hat es Tradition: In den Bekenntnissen des Hochstaplers Felix Krull äußert sich die Sehnsucht der Hauptperson, sich über das Alltägliche zu erheben, darin, dass sie schon als Kind mit dem Entschluss aufwachen kann, heute einmal ein achtzehnjähriger Prinz namens Karl zu sein, und diese Fiktion auch den ganzen Tag über aufrechterhält. Genannt sei auch die Weltreise unter der ausgeborgten Identität des Marquis de Venosta. Auch in den Buddenbrooks taucht das Motiv mehrfach auf: So wird Hanno als der Prinz des dekadenten Verfalls geschildert, und Tony Buddenbrook, die die Adligen bewundert, wird von Morten Schwarzkopf darauf hingewiesen, dass sie als lübische Patriziertochter im Prinzip eine ebenso bevorzugte und besondere Stellung in der Gesellschaft innehabe wie die von ihr Bewunderten.
Reflektiert wird das Prinzenmotiv noch einmal in der Figur der Imma Spoelmann. Sie ist zwar keine Prinzessin von Geblüt, aber sprachlich ruft Thomas Mann diese Assoziation mehrfach auf. Spoelmanns Vater gilt als „Eisenbahnkönig“, die Familie wohnt in Schloss Delphinenort – was an den Titel des französischen Thronfolgers, Dauphin, erinnert – und steht der Großherzogsfamilie an Luxus und Prachtentfaltung in nichts nach. Deren braunlivrierten Lakaien entsprechen die weißuniformierten Pagen der Spoelmanns. Der Milliardär und seine Tochter stehen ebenso im Blickpunkt öffentlichen Interesses wie die Grimmburgs, sie treten in ähnlicher Weise als Wohltäter auf und nehmen ebenfalls Repräsentationspflichten wahr.

### Hoheit und Kälte
Wie ein roter Faden durchzieht den Roman der Begriff der „Hoheit“ und das damit verwandte Wortfeld „hoch“. Er taucht bereits im Titel des Werks wie des Protagonisten auf. Erwähnt seien auch der „hohe Beruf“, dem Klaus Heinrich nachgeht, „der Menschheit Höhen“, auf denen er nach den auf Schiller anspielenden Worten seines Lehrers wandelt. Seine Schwester Ditlinde heiratet einen Fürsten zu Ried-Hohenried. Immer wieder wird der „Hochmut“ der Angehörigen des Fürstenhauses hervorgehoben. Aber auch in ihrer Physiognomie und Kleidung ist vieles „hoch“: Die Stirn des alten Großherzogs etwa wie auch seine Wangenknochen. Die Gestalt seiner Gemahlin Dorothea wird als „hoch aufgerichtet“ beschrieben, sie trägt „hohe Handschuhe“.
Mehrfach wird die „Hoheit“ des Fürstenhauses aber auch im Volk selbst reflektiert. Wenn die bereits erwähnten großherzoglichen Wangenknochen etwa als „allgemeines Merkmal“ seines Volksstamms bezeichnet werden, wenn die „Hoheit“ der Großherzogin eine „Erhöhung“ der sie betrachtenden Menschen bewirkt und deren Wangen sich „höher“ färben lässt, wenn die Leute „Hoch“ rufen, sich damit aber selbst meinen und an „hohe Dinge glauben in diesem Augenblick.“. Einen harten Kontrast dazu bilden demgemäß die trunkenen „Herunter, herunter ...“-Rufe der Jugend auf dem Bürgerball, die Klaus Heinrich auf ihr eigenes Niveau herabziehen sollen.
Kehrseite der allgegenwärtigen Hoheit ist die von ihr stets ausgehende, mit ihr untrennbar verbundene Kälte: Besonders klar tritt sie in der Großherzogin Dorothea zutage. In ihrem distanzierten Verhältnis zu ihren Kindern wird sie mit der Schneekönigin aus Andersens Märchen verglichen, in deren Kerzensaal die Herzen der Kinder erstarren. Ihr Lächeln ist von „kühler Vollkommenheit“. Den kleinen Klaus Heinrich weist sie mit „kaltem Blick“ und der Ermahnung, auf seine Hand zu achten, zurück, wann immer er bei ihr Liebe und Geborgenheit sucht. Ihr älterer Sohn, Prinz Albrecht, wird als „kalt aus Befangenheit“ geschildert, leidet andererseits aber auch physisch ständig unter der nördlichen Kälte seines Landes, weshalb ihm die Aussicht auf eine Zentralheizung für das Alte Schloss die Zustimmung zur nicht ganz standesgemäßen Hochzeit seines Bruders durchaus erleichtert. Aber auch Klaus Heinrich selbst wird später in seiner Scheinexistenz zunächst „erkältend“ auf Imma Spoelmann wirken.

### Scheinexistenz
Königliche Hoheit kann als Parabel auf eine „Scheinexistenz“ aufgefasst werden. Bereits seine Kindheit und Jugend verbringt Klaus Heinrich weitgehend abgeschirmt. Im Alten Schloss, später auf der Fasanerie und auf dem Residenzgymnasium dringt das „wahre Leben“ nur sehr sporadisch an den Prinzen heran, etwa beim Bericht des Schusters Hinnerke über die Korruption der Lakaien oder bei dem Bürgerball. Auch sein späteres Agieren als Regent ist „ohne rechten Alltag“ und setzt sich „aus lauter hochgespannten Augenblicken zusammen“. Sein Bruder Albrecht vergleicht es mit dem eines stadtbekannten Irren, der einem ohnehin abfahrenden Zug das Signal gibt. Dementsprechend fehlt es Klaus Heinrich bei seiner Tätigkeit an echtem Engagement und er bleibt mangels eigener Kenntnisse stets auf die Stichworte seiner ‚Souffleure‘ angewiesen.
Sein Lehrer Schulrat Dröge nennt dies den „hohen Beruf“. Dr. Überbein spricht von einer „sinnbildlichen, […] formalen Existenz“, die ihm „kein Recht auf unmittelbare Vertraulichkeit“ gebe, sondern vielmehr „zur Haltung“ verpflichte. Imma findet deutlichere Worte: „Sie sind zum Schein in die Schule gegangen, Sie sind zum Schein auf der Universität gewesen, Sie haben zum Schein als Soldat gedient und tragen noch immer zum Scheine die Uniform; Sie erteilen zum Scheine Audienzen und spielen zum Schein den Schützen und der Himmel weiß, was noch alles; Sie sind zum Schein auf die Welt gekommen, und nun soll ich Ihnen glauben, dass es Ihnen mit irgendetwas ernst ist?“ Das gemeinsame Selbststudium der Volkswirtschaft beendet diese Scheinexistenz. Es führt zu tätigem und nützlichem Schaffen und schließlich zur Verbindung des Fürstenhauses mit dem amerikanischen Stahlmagnaten.
Unübersehbar sind die Parallelen zwischen der Scheinexistenz des „Prinzen“ mit der des „Dichters“: Auch dieser steht mit dem Leben nur in über die Literatur vermitteltem Kontakt. Er beteiligt sich nicht an unmittelbarem tätigem Schaffen, sondern reflektiert es nur. Dieser Gedanke war der Entstehungszeit des Romans nicht fremd. Thomas Mann selbst dürfte sich etwa mit Nietzsches Wagnerkritik, die bei diesem Problem ansetzt, beschäftigt haben. Der Auftritt des versoffen melancholischen Dichters Martini (sic!) in der Mitte der Erzählung, lässt sich in diesem Zusammenhang auch als ironisches Porträt des eigenen Schaffens deuten. Martini taucht genau dort auf, wo die Geschichte dramaturgisch auf der Stelle tritt und berichtet von der Schwierigkeit des künstlerischen Schaffens. Er hat im Drama der Geschichte keinerlei dramaturgische, sondern nur eine „chorale“ Funktion.

### Außenseitertum
In großer Zahl wird der Roman von gesellschaftlichen Außenseitern aller Art bevölkert. Prinz Klaus Heinrich selbst gehört dazu, schon wegen seiner bereits erwähnten „Scheinexistenz“, aber auch wegen seiner Verkrüppelung. Sein Lehrer und Freund Dr. Überbein ist wegen seiner Hässlichkeit, seiner unehelichen Geburt, seiner Erziehung in einer Pflegefamilie und seines Lebens als menschenscheuer Sonderling sozial gebrandmarkt, Dr. Sammet wegen seiner Zugehörigkeit zum Judentum, die Gräfin Löwenjoul wegen ihres Wahnsinns. Erwähnt seien auch der kränkliche und lebensferne Poet Axel Martini sowie der stadtbekannte Irre, der ohnehin abfahrenden Zügen das Abfahrtssignal gibt. Selbst der Milliardär Spoelmann ist schon wegen seines einzigartigen, ihn in die Sphäre eines Leviathan hebenden Reichtums ein Außenseiter, überdies aber auch wegen seines indianischen Blutes. Bei Imma kommt zusätzlich ihr für eine Frau der damaligen Zeit ungewöhnliches Algebrastudium hinzu.
Abstrakt entwickelt wird die Thematik der Außenseiterexistenz in Ausführungen Dr. Sammets gegenüber dem alten Großherzog:
„Kein gleichstellendes Prinzip […] wird je verhindern können, daß sich inmitten des gemeinsamen Lebens Ausnahmen und Sonderformen erhalten, die in einem erhabenen oder anrüchigen Sinne vor der bürgerlichen Norm ausgezeichnet sind. Der einzelne wird guttun, nicht nach der Art seiner Sonderstellung zu fragen, sondern in der Auszeichnung das Wesentliche zu sehen und jedenfalls eine außerordentliche Verpflichtung daraus abzuleiten. Man ist gegen die regelrechte und darum bequeme Mehrheit nicht im Nachteil, sondern im Vorteil, wenn man eine Veranlassung mehr, als sie, zu ungewöhnlichen Leistungen hat.“

### Land- und Wassersymbolik
Ein zentrales Motiv des Romans ist der Gegensatz zwischen Land und Wasser. Für ersteres steht das erdverbundene Geschlecht der Grimmburgs. Das dritte Romankapitel, in dem die Zustände im Großherzogtum geschildert werden, ist mit „Das Land“ überschrieben. Anfangs sind die Fürsten Bauern; ihre Vermögen bestehen aus Grund und Boden, ihre Einkünfte aus landwirtschaftlichen Erträgen. Die „Äcker dehnten und breiteten sich“, Viehzucht, Milchverwertung und Molkereiwesen prägen das Bild, zum Wald hat das Volk ein geradezu inniges Verhältnis. Dazu kommen Ziegeleien und „ein wenig Salz- und Silberbergbau“ – ebenfalls sehr erdbezogene Wirtschaftszweige. Im Übrigen ironisiert Manns Darstellung die Ländermonographien der zur Zeit der Niederschrift des Romans herrschenden „Historischen Schule der Nationalökonomie“.
Demgegenüber wird das Element „Wasser“ durch die Familie Spoelmann repräsentiert. Ein Leviathan ist der schwerreiche Magnat, also das Seeungeheuer aus der biblischen Mythologie. Heilkräftigen Wassers wegen kommen die Spoelmanns mit einem „Riesendampfer“ übers Meer nach Grimmburg. Dort wohnen sie zunächst im Quellenhof, kaufen später das Schloss Delphinenort, wo sie von „Schwanverbrämten“ bedient werden und sich einen „schön-gemeißelten Brunnen“ einbauen lassen. Sie stammen aus den Adirondacks, einer Landschaft „mit hübschen Seen“, und verbringen ihre Sommer bevorzugt am Meer, in Newport etwa, oder in Venedig, wo auch ihre Yacht liegt. Immas Gesicht wird mehrfach als „bleich wie die Perlen des Meeres“ beschrieben, ihr Hals hat die „Farbe angerauchten Meerschaums“, ihre Kleider sind „schillernd“, aus „seegrüner, glänzender Seide“; mal trägt sie ein „grünsamtenes Jäckchen“, mal ein „Gewand aus blassgrünem Chinakrepp“ und erinnert insofern wiederum an Andersens Meerjungfrau, die im Werk – wenn auch in anderem Zusammenhang – ausdrücklich genannt wird. Auch Immas Augensprache wird fortwährend als „fließend“ charakterisiert. Selbst der Name Spoelmann lässt natürlich an Wasser denken – und an die 350 Millionen, die die Familie in die großherzoglichen Kassen „spült“.
In der Land-/Wasser-Symbolik kann auch eine Anspielung auf den zur Zeit der Romanveröffentlichung bestehenden Antagonismus zwischen der Kontinentalmacht Deutschland und der Seemacht England – bzw. ihrem Abkömmling USA – gesehen werden. Das wilhelminische Kaiserreich mit seinen Landjunkern und Rittergütern befand sich gegenüber dem stärker industrialisierten England lange in einer ähnlichen Lage wie das Großherzogtum Grimmburg gegenüber der großkapitalistischen Welt der Spoelmanns.

## Bezüge zu anderen Werken Thomas Manns

### Außenseitertum des Helden
Von Geburt an wegen seines Standes bzw. seiner Herkunft ein wirklicher Außenseiter ist von allen Protagonisten bei Thomas Mann außer Prinz Klaus Heinrich nur noch Gregorius aus Der Erwählte, dessen Geschichte ähnlich märchenhafte Züge trägt wie Königliche Hoheit und ebenfalls ein glückliches Ende hat. Auf Liebesglück, wie es Klaus Heinrich und Imma bevorsteht, muss er als Papst natürlich verzichten.

### Liebesgeschichte mit Happy End
Die alten Oeverdiecks, Randfiguren in Buddenbrooks, die einander mit den bräutlichsten Kosenamen zu belegen pflegen, sind wohl die einzigen Gestalten Thomas Manns mit Liebesheirat und glücklicher Partnerschaft. Schon in Buddenbrooks enden Liebesgeschichten in aller Regel tragisch. Gotthold Buddenbrook heiratet unter seinem Stande, wird dafür weitgehend enterbt und lebt mit der geborenen Stüwing und den drei missgünstigen ledigen Töchtern nicht allzu erfreulich. Tony darf den Mann, den sie liebt, nicht heiraten, und wird in zwei scheiternde Vernunftehen getrieben. Thomas folgt dem Zug seines Herzens zur morbiden Schönheit Gerdas und muss es erleben, dass sie ihm nur einen einzigen, wenig lebenstüchtigen Erben gebiert und zum Stadtgespräch wird, weil man allgemein meint, sie betrüge ihren Mann mit dem musikalischen Leutnant von Trotha. Christian heiratet seine geliebte Kokotte und wird von dieser in einer Anstalt untergebracht, woraufhin sie ihr bisheriges Leben fortsetzt, und selbst Claras geistlicher Gatte erweist sich schließlich als Erbschleicher. Die Ehe Erikas, der Tochter Tonys, steht von Anfang an unter keinem guten Stern und endet auch entsprechend.
Die Verbindung zwischen dem armen Prinzen und der reichen Bürgerlichen ist zwar zunächst nicht vorgesehen und wirft Fragen des Standesunterschiedes und der Erbfolge auf, die jedoch zu aller Zufriedenheit geregelt werden. Ein solches Ende findet keine andere Liebesgeschichte bei Thomas Mann mehr. Am 2. April 1953 notierte er in seinem Tagebuch, nachdem er das Manuskript seiner letzten Erzählung Die Betrogene an die Verlage abgeschickt hatte:
Erikas Äußerungen darüber, wie sehr es in meinen „Ur-Kram“ gehört. Erzählt von Klaus' Aufregung darüber, daß alle meine Liebesgeschichten dem Bereich des Verbotenen und Tötlichen [sic!] angehören, – wo ich doch „glücklicher Ehemann und sechsfacher Vater.“ Ja, ja ... Diese Geschichte, noch immer die nämliche, sei noch eine Übersteigerung.
Tatsächlich entsprechen fast alle Liebesgeschichten Thomas Manns dem Schema dieses „Ur-Krams“ – sie „verbieten“ sich von selbst und haben dann die entsprechenden Konsequenzen.
Sei es das homophile Element, das etwa in Tonio Kröger und im Tod in Venedig eine Rolle spielt, sei es der Altersunterschied, der ebenfalls im Tod in Venedig thematisiert und in Die Betrogene wieder aufgenommen wird, oder sei es gar der Bund mit dem Teufel, der im Doktor Faustus jede Liebesregung Adrian Leverkühns tödlich enden lässt – all diese Bedingungen treffen auf Königliche Hoheit nicht zu. Im Vergleich zu anderen Figuren Thomas Manns sind Imma Spoelmann und Klaus Heinrich ein geradezu ‚normales‘ Paar. Den „Versuch eines Lustspiels in Romanform“ hat Thomas Mann seinen Prinzenroman genannt. Die Liebenden, die im Lustspiel nach allerlei Hindernissen endlich zueinander finden, sind, so wünscht es sich das Publikum, Charaktere von sympathischer Durchschnittlichkeit.

### Die Behinderung
Und doch ist Klaus Heinrich nicht nur wegen seiner Abstammung ein Außenseiter, sondern auch wegen seines körperlichen Handicaps. Als Königliche Hoheit in den fünfziger Jahren verfilmt wurde, war meist Erika Mann vor Ort und versuchte, Einfluss auf das Geschehen zu nehmen. Einmal aber gab Mann auch selbst eine Anweisung: Dieter Borsche, der Darsteller Klaus Heinrichs, solle seine linke Hand noch deutlicher verstecken und ihren Rücken öfters reiben – also den Zuschauer gerade auf die eigentlich kaschierte Besonderheit aufmerksam machen. Offenbar war ihm diese Einzelheit wichtig.
Mit seiner körperlichen Einschränkung steht Klaus Heinrich im Werk Thomas Manns in einer langen Tradition. Schon Der kleine Herr Friedemann, ist bucklig, vom „normalen“ Leben ausgeschlossen und geht daran zugrunde.  Makler Gosch in Buddenbrooks ist zwar nicht bucklig, schwärmt Gerda Buddenbrook aber trotzdem jahrzehntelang nur aus der Ferne an, um ihr eventuell dermaleinst die Übersetzung von Lope de Vegas Werken zu widmen, an der er fast sein Leben lang arbeitet. Sesemi Weichbrodt, eine weitere Bucklige in Buddenbrooks, beschränkt sich auf ein „gelehrtes“ Dasein, und den hochschultrigen, ungeschickten, literarisch interessierten Mädchen in Tonio Kröger steht wohl kein wesentlich anderes Schicksal bevor. Cipolla, noch ein Fall von Wirbelsäulenverkrümmung in Thomas Manns Werken, büßt den Kuss, den er sich vom hypnotisierten Mario geben lässt, mit dem Tode. Anna von Tümmler schließlich, die klumpfüßige Künstlerin aus Manns letzter Erzählung Die Betrogene, hat früh auf die Liebe verzichtet.
Alle diese körperlich behinderten Figuren Thomas Manns halten eine gewisse Distanz zu ihren Mitmenschen und führen ein einsames Leben. Klaus Heinrichs linke Hand wird vor dem glücklichen Ende nur zweimal von anderen Menschen berührt – auf dem gemeinschaftsstiftenden, aber unrühmlich endenden Bürgerball und als Imma sie küsst. Außer Klaus Heinrich sind allerdings alle in irgendeiner Weise mit den Künsten oder wenigstens der Wissenschaft befasst. Dieser Unterschied fällt aber in sich zusammen, wenn man bedenkt, dass Klaus Heinrich Thomas Mann selbst verkörpert. Eine körperliche Beeinträchtigung scheint bei Thomas Mann also geradezu eine Chiffre für den distanzierten Künstler oder Kunstfreund zu sein, der die Mitmenschen und ihre Werke zwar genau beobachtet oder auch darstellt, an ihrem Leben aber nur sehr bedingt teilhat.
Ein verwandtes Thema ist die Krankheit. In Der Zauberberg spricht es Hans Castorp einmal aus: Krankheit und Dummheit passen nicht zusammen, Krankheit soll etwas Verehrungswürdiges sein. Er erntet damit den schärfsten Widerspruch des Humanisten Settembrini, aber die – bei Castorp nicht wirklich vorhandene – Krankheit ermöglicht diesem eine Erhöhung, eine „Steigerung“ seiner Durchschnittsexistenz, die er im „Flachland“ nie erreicht hätte. Ähnlich die lungenkranke Heldin in Tristan. Im Vergleich zu ihrem plumpen, lebenstüchtigen Gatten Klöterjahn ist die klavierspielende junge Frau eine reine und feine Existenz und zeigt die gleichen blauen Adern unter ihrer blassen Haut, die auch die sensibleren und künstlerischeren Naturen in Buddenbrooks aufweisen. Das Motiv der Steigerung der Genialität durch Krankheit wird im Doktor Faustus auf den Gipfel geführt: Der Komponist Adrian Leverkühn hat seine Genialität einer Luesinfektion zu verdanken, eine (nach dem Schicksal des Philosophen Friedrich Nietzsche naheliegende) alte Idee Thomas Manns, der sich schon um die Jahrhundertwende bei seinem Münchener Buchhändler nach einschlägigen Werken erkundigt und damit eine betroffene Reaktion ausgelöst hatte.

### Fazit
Da die künstlerisch „angehauchten“ oder tätigen Sympathieträger in Thomas Manns Werken überdurchschnittlich häufig körperliche Besonderheiten aufweisen, passt der Held von Königliche Hoheit insofern bestens in den Werkszusammenhang. Dass seine Liebesgeschichte ausnahmsweise glücklich endet und ihm, so hofft er, auch weiteres, wenn auch „strenges“ Glück mit Rücksicht auf seine Untertanen und das Land bevorsteht (ähnlich, wie Tonio Kröger den wahren Künstler zu einem äußerlich bürgerlichen und anständigen Leben verpflichten möchte), ist im Vergleich zu anderen Schöpfungen Thomas Manns ungewöhnlich, aber aus der Datierung des Romans und den autobiografischen Hintergründen zu erklären.

## Entstehungsgeschichte
Erste Planungen Thomas Manns eines Romans über einen zum Außenseiter gestempelten Prinzen reichen bis in das Jahr 1903 zurück. Im Dezember dieses Jahres stand auch bereits der endgültige Titel fest. Gestalt nahm das Vorhaben freilich erst unter dem Einfluss der Verlobungszeit mit Katia Mann an, die im Roman letztlich in vielfältiger Weise thematisiert werden sollte.
Mit der Niederschrift begann Mann erst nach der Hochzeit am 11. Februar 1905. Die Figuren wurden im Laufe der Zeit mehrfach umgestaltet. Insbesondere war das Stigmatisierungs- und Außenseiter-Motiv ursprünglich noch weitaus ausgeprägter. So sollte etwa Imma Spoelmann ursprünglich auch noch Jüdin sein und Imma Davidsohn heißen.
Abgeschlossen wurde das Manuskript im Februar 1909. Veröffentlicht wurde der Roman zunächst in der Neuen Rundschau und im Oktober schließlich im S. Fischer Verlag.

## Rezeption
Nach seinem Erscheinen wurde Königliche Hoheit vom Publikum begeistert aufgenommen. Bereits nach zwei Jahren wurde die 30. Auflage gedruckt, 1918 waren 165.000 Exemplare im Umlauf.
Das Echo in der literarischen Fachwelt blieb verhalten, wurde der Roman doch – insbesondere gemessen an den wenige Jahre zuvor erschienenen Buddenbrooks – als etwas seicht, als „sicher schwächster“ von Manns Romanen (Reinhard Baumgart 1989) eingestuft.
Dass sogar der Autor selbst sein Werk mit gemischten Gefühlen betrachtete, zeigt folgende Passage aus seiner Mitteilung an die Literarhistorische Gesellschaft Bonn aus dem Jahr 1907: „Ein Prinz, ein Milliardär, ein Chauffeur, ein Rassehund, ein romantischer Hilfslehrer und eine Prinzessin besonderer Art treten auf – man sei also neugierig. Mir selbst erscheint das Ganze zuweilen so neu und schön, daß ich in mich hineinlache – und zuweilen so läppisch, daß ich mich auf die Chaiselongue setze und zu sterben glaube.“
Als „Simplicissimus-Humor“ erschienen die allzu sprechenden Namen (die wirre Gräfin Löwenjoul [schwedisch, sprich Löwenjaul], der schlaue Knobelsdorff, der Finanzminister Krippenreuther, der sanfte Arzt Sammet, der Hofminister Trümmerhauff, der hässliche Überbein, der englische Badearzt Watercloose u. a. m.) – der „fernab aller Beunruhigung jüngerer Schulen“ leitmotivisch die Generationen durchporträtierende Hofmaler heißt zudem Lindemann. Besonders aber das Happy End, die romantische Märchenhochzeit, die Verbindung von Liebe und Hoheit, wurde „gewogen und zu leicht befunden“ – wie in Anspielung auf die Worte des alten Großherzogs gegenüber dem Leibarzt ein gängiges Urteil der Kritik lautet. Von einem „Abstieg ins Flachland des Optimismus“ (Kurt Martens 1910), von einer „aufgesetzten“ (Helmut Jendreiek 1977), einer „vorschnellen“ (Friedhelm Marx 1988) Lösung war die Rede.
Hellmuth Karasek erklärte diese Kritik 1991 mit der tradierten Erwartung an den deutschen Roman, „tragisch zu enden, tödlich, im Untergang, in der Götterdämmerung.“
Joachim Rickes widersprach der Happy End-Interpretation. Der Roman ende nicht eindeutig optimistisch-harmonisch. So bleibe etwa offen, ob der Rosenstock tatsächlich duften werde. Leichte Schatten würfen auch die Rückfälligkeit des amnestierten Mörders Gudehus und die offenbar fortbestehende Korruption der Lakaien. Auch würden weder die Gräfin Löwenjoul noch der Hund Perceval von ihrem Wahnsinn geheilt. Schließlich sei zu bedenken, dass die Hochzeit nicht zuletzt aus Gründen der Staatsraison erfolge, wie die „verschmitzten Augenfältchen“ des als Standesbeamten fungierenden Knobelsdorff unterstrichen, aber auch das ironische Predigtthema „Er wird leben, und man wird ihm vom Golde aus Reich Arabien geben“ (Psalm 72,15 in der Fassung der Lutherbibel 1545). Die „weitgehende Verkennung“ von Königliche Hoheit solle zum Anlass für eine neue literaturwissenschaftliche Methodik genommen werden.
Auch Thomas Manns Sohn Golo weist darauf hin, dass der Roman allenfalls „für den Nichteingeweihten (...) ein Operettenscherz“ sei.
Thomas Mann hat bereits 1909 auf Züge und Requisiten der historischen Wirklichkeit, der der Roman entstammt, hingewiesen: Eine „Krise des Individualismus“ artikuliere sich, die in eine „Wendung zum Demokratischen“ münde, „indem zwar der ›Hoheit‹, dem ›Sonderfall‹, den Erscheinungen aristokratischer Absurdität noch immer die ironisch getönte Liebe des Autors gehört, mit den Mitteln derselben Ironie aber die hochindividualistischen Typen bis hinab zum wahnsinnigen Hunde Percival als Anachronismus gekennzeichnet werden und der liebenswürdigste von ihnen den Weg aus der Einsamkeit zur Gemeinschaft und sozialen Sympathie geführt wird -, eine Fabel, die damals auf der Sonnenhöhe des Wilhelminischen Kaisertums, mehr vorwegnahm, als die Leser von 1905 herauslasen“.
Der Verfasser des Lexikonartikels G. R. bewertet „Fürstentum und Repräsentation“ als „zeichenhaft für Probleme der Kunst und des Künstlers“: „Die Etikette ist für den Fürsten das, was die Verpflichtung zur Form für den Künstler ist. […] Im Modell der Königlichen Hoheit reflektiert das Erzählen auf sich selbst und seine Möglichkeiten.“

## Adaptionen

### Verfilmung
- Der Roman wurde 1953 von Hans Abich und Rolf Thiele unter dem gleichen Titel Königliche Hoheit verfilmt. Die Regie führte Harald Braun. Produziert wurde der Spielfilm in den Ateliers der Filmaufbau GmbH Göttingen in Agfacolor. Die Hauptrollen spielten Dieter Borsche, Ruth Leuwerik und Lil Dagover. Daneben stand aber auch Thomas Manns Tochter Erika als Oberschwester Amalie vor der Kamera. Erika Mann war jedoch in erster Linie künstlerische Beraterin.

### Hörspiele
- 1954: Achtteilige Fassung, SWF/SRG, Bearbeitung: Walther Franke-Ruta, Komposition: Karl Sczuka, Regie: Werner Hausmann, Sprecher: Thomas Mann, Gert Westphal, Jürgen Goslar, Gisela Uhlen, Leopold Biberti, Arnim W. Suessenguth, Otto Collin
- 1954: Zweiteilige Fassung, HR, Bearbeitung: Erika Mann und Hartmann Goertz, Regie: Ulrich Lauterbach, Sprecher: Dietrich Haugk, Inge Langen, Rudolf Fernau, Mathias Wieman, Erich Ponto, Boy Gobert, Siegfried Wischnewski

## Ausgaben
- Thomas Mann: Königliche Hoheit. S. Fischer, Frankfurt am Main 1989, ISBN 3-596-29430-4.
- Thomas Mann: Königliche Hoheit. Herausgegeben von Heinrich Detering in Zusammenarbeit mit Stephan Stachorski. Text und Kommentar in einer Kassette, Frankfurt am Main 2004, ISBN 3-10-048321-9.

## Sekundärliteratur
- Heinrich Detering: „Juden, Frauen und Litteraten“. Zu einer Denkfigur beim jungen Thomas Mann. S. Fischer, Frankfurt am Main 2006.
- Erich Heller: Die verlegene Muse. In: E. H., Thomas Mann. Der ironische Deutsche, Frankfurt am Main 1975 (1959), S. 61–125. ISBN 3-518-36743-9.
- Hellmuth Karasek: Königliche Hoheit. In: Thomas-Mann-Jahrbuch. Band 4, 1991, S. 29–44.
- Jürgen Manthey: Prinz im Reich der Schneekönigin. Thomas Manns „Königliche Hoheit“. In: Merkur 50, 1996, S. 480–490.
- Jürgen H. Petersen: Die Märchenmotive und ihre Behandlung in Thomas Manns Roman „Königliche Hoheit“. In: Sprachkunst. Band 4, 1973, S. 216–230.
- Joachim Rickes: Der sonderbare Rosenstock. Eine werkzentrierte Untersuchung zu Thomas Manns Roman „Königliche Hoheit“. Frankfurt am Main/Berlin/Bern/New York 1998, ISBN 3-631-33486-9.
- Frithjof Trapp: Artistische Verklärung der Wirklichkeit. Thomas Manns Roman „Königliche Hoheit“ vor dem Hintergrund der zeitgenössischen Presserezeption. In: Hermann Kurzke (Hrsg.): Stationen der Thomas-Mann-Forschung: Aufsätze seit 1970. Königshausen & Neumann, Würzburg 1985, S. 25–40.
- Hans Wysling: Die Fragmente zu Thomas Manns „Fürsten-Novelle“. Zur Urhandschrift der „Königlichen Hoheit“. In: Quellenkritische Studien zum Werk Thomas Manns. Bern/München 1967, S. 64–105.
- Hans Wysling: Königliche Hoheit (1990). In: Hans Wysling: Ausgewählte Aufsätze 1963–1995. Frankfurt am Main 1996, S. 219–230.